# 特雷·莱尔斯
特雷·安东尼·萊爾斯（英語：Trey Anthony Lyles；1995年11月5日—），出生於加拿大薩克其萬省薩克屯，是美国NBA职业篮球运动员，目前效力於沙加緬度國王隊，2015年選秀會上第一輪第十二順位被猶他爵士隊選中，場上位置是大前鋒。

## 高中生涯
萊爾斯進入高中畢業後，被評為全國最好的高中籃球運動員之一，並被肯塔基州，印第安納州和路易斯維爾大量招募。
萊爾斯最初於2010年9月在高中一年級時投入印第安納州，但隨後於2012年8月退役。 
萊爾斯於2013年11月5日簽署了一份意向書，在肯塔基大學進行訓練和學習。
高中畢業時，萊爾斯場均得到23.7分，12.9個籃板和3.5次助攻，並帶領阿森納科技隊以63-59擊敗中環湖隊參加IHSAA 4A級州冠軍賽。
在他的大四賽季結束後，萊爾斯被選為印第安納先生籃球隊的高中畢業生Trevon Bluiett，後者曾簽約在澤維爾大學和詹姆斯布萊克蒙特與印第安納大學簽約。

## 大學生涯
萊爾斯於2014年6月12日在肯塔基州註冊。

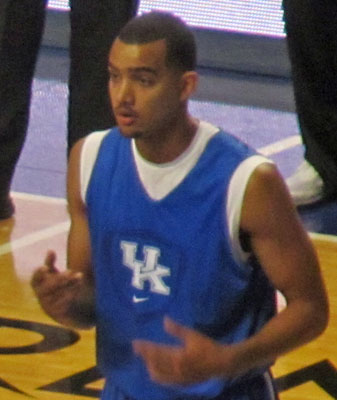
萊爾斯杜克大學時期（2014年）

由於腿部受傷，萊爾斯 在8月10日至8月17日期間參加了肯塔基州在巴哈馬拿騷舉辦的六場系列賽。
作為新生，萊爾斯入選2015年All-SEC新人隊幫助野貓隊迎戰2015年NCAA四強賽。
2015年4月9日萊爾斯與肯塔基隊友安德魯·哈里森（Andrew Harrison）、亞倫·哈里森（Aaron Harrison）、达卡里·约翰逊（Dakari Johnson）、德文·布克（Devin Booker）、卡爾-安東尼·唐斯（Karl-Anthony Towns)）、威利·考利-斯坦（Willie Cauley-Stein）宣布將參加2015年NBA選秀。

## 職業生涯

#### 猶他爵士隊（2015-2017）
在2015年6月25日，萊爾斯2015年選秀在第12順位被猶他爵士選中。他在7月7日與爵士隊簽下了他的新秀合同。
萊爾斯在新秀賽季的頭兩個月場均得到3.0分和3.6個籃板。
1月4日首次得分上雙，對陣休斯頓火箭隊得到13分。
1月9日，在邁阿密熱火隊的比賽中，他首次搶下了10個籃板。
1月14日他在對陣沙加緬度國王得到賽季最高的19分。
2月3日，他在2016年NBA全明星周末被提名為新星挑戰賽參賽者，取代受傷的尼古拉·米羅蒂奇參加世界隊名單。 
4月10日，他在對陣丹佛金塊隊的比賽中得到22分。

#### 丹佛金塊隊（2017-2019）
2017年6月22日，萊爾斯與泰勒·萊登(Tyler Lydon)的選秀權一起被交易到丹佛金塊隊以換取多诺万·米切尔的選秀權。
2017年12月2日，他以115-100擊敗洛杉磯湖人隊，得到賽季最高的18分。
2017年12月10日，他在對陣波特蘭拓荒者隊中得到25分。 
2018年1月5日，他在擊敗猶他爵士隊比賽中，得了26分創造了職業生涯新高。

#### 聖安東尼奧馬刺隊 (2019-2021)
2019年7月12日以2年1100萬加盟聖安東尼奧馬刺隊。
原定跟馬刺協議2年2000萬簽約的马库斯·莫里斯毀約加盟紐約尼克，導致馬刺改跟萊爾斯簽約補救空缺。

#### 底特律活塞隊 (2021-2022)
2021年8月3日萊爾斯兩年500萬簽約底特律活塞隊。
本賽季場均可貢獻10.4分、4.8籃板、1.1助攻，投籃命中率45.6%、外線命中率30.1%。

#### 沙加緬度國王隊 (2022-)
2022年2月10日，莱尔斯被活塞交易到沙加緬度國王隊。

## 職業生涯數據
| 賽季    | 球隊 | GP  | GS  | MPG  | FG%  | 3P%  | FT%  | RPG | APG | SPG | BPG | PPG  |
| ------- | ---- | --- | --- | ---- | ---- | ---- | ---- | --- | --- | --- | --- | ---- |
| 2015–16 | 爵士 | 80  | 33  | 17.3 | .438 | .383 | .695 | 3.7 | 0.7 | 0.3 | 0.2 | 6.1  |
| 2016–17 | 爵士 | 71  | 4   | 16.3 | .362 | .319 | .722 | 3.3 | 1.0 | 0.4 | 0.3 | 6.2  |
| 2017–18 | 金塊 | 73  | 2   | 19.1 | .491 | .381 | .706 | 4.8 | 1.2 | 0.4 | 0.5 | 9.9  |
| 2018–19 | 金塊 | 64  | 2   | 17.5 | .418 | .255 | .698 | 3.9 | 1.4 | 0.5 | 0.4 | 8.5  |
| 2019–20 | 馬刺 | 63  | 53  | 20.2 | .446 | .387 | .733 | 5.7 | 1.1 | 0.4 | 0.4 | 6.4  |
| 2020–21 | 馬刺 | 23  | 9   | 15.6 | .478 | .350 | .652 | 3.7 | 0.6 | 0.3 | 0.0 | 5.0  |
| 2021–22 | 活塞 | 51  | 3   | 19.4 | .456 | .301 | .784 | 4.8 | 1.1 | 0.4 | 0.5 | 10.4 |
| 生涯    | 生涯 | 425 | 106 | 18.0 | .438 | .336 | .726 | 4.3 | 1.1 | 0.4 | 0.4 | 7.6  |

## 季後賽
| 賽季 | 球隊 | GP | GS | MPG | FG%  | 3P%  | FT%  | RPG | APG | SPG | BPG | PPG |
| ---- | ---- | -- | -- | --- | ---- | ---- | ---- | --- | --- | --- | --- | --- |
| 2016 | 爵士 | 2  | 0  | 5   | .429 | .333 | .000 | 1.0 | 0.5 | 0.5 | 0   | 3.5 |
| 2018 | 金塊 | 3  | 0  | 2.7 | .000 | .000 | .000 | 0.3 | 0.7 | 0   | 0   | 0   |
| 生涯 | 生涯 | 5  | 0  | 3.6 | .300 | .250 | .000 | 0.6 | 0.6 | 0.2 | 0   | 1.4 |

## 國家隊
萊爾斯（他七歲時與家人一起搬到印第安納州）代表加拿大和美國。在高中二年級之前，他曾在美國的發展管道接受過培訓。
在國際舞台上，萊爾斯效力於加拿大少年男子國家隊。 
2013年夏天，萊爾斯和泰勒·恩尼斯 (Tyler Ennis)一起帶領加拿大隊在2013年FIBA。
19歲以下世界錦標賽中獲得史上第6名的成績。